# Ann Brusseel
Ann Brusseel (Oostende, 17 januari 1976) is een voormalig Belgisch politica voor Open Vld. Ze was ook algemeen directeur van de Erasmushogeschool Brussel.

## Levensloop
Ann Brusseel groeide op in Oostende. Ze stamt uit een liberale familie die voornamelijk actief was binnen het lokale Willemsfonds, waarvan haar vader Stefaan Brusseel en haar moeder Sonja Decraemer allebei voorzitter waren.
Brusseel liep middelbare school aan het Koninklijk Atheneum 1 Centrum Oostende, binnen de richting Latijn-Grieks-Moderne Talen. Vervolgens startte ze haar universitaire studies aan de Vrije Universiteit Brussel dewelke ze in 1999 volledig afrondde met een licentie in de Taal- en Letterkunde Latijn en Grieks. In 2001 behaalde ze eveneens haar kandidatuur Romaanse Talen Frans en Italiaans.
Als geaggregeerde gaf zij van 1998 tot 2003 enkele jaren les (Latijn, Grieks en Frans) in het Gemeenschapsonderwijs in Vilvoorde. Van 2001 tot 2003 was ze daarnaast ook deeltijds praktijkassistente Grieks aan de Vrije Universiteit Brussel. In oktober 2003 trok zij voor een jaar naar het Italiaanse Bologna, waar ze werkte als beëdigd vertaalster voor het gerechtshof en parket. Tijdens deze periode behaalde Brusseel eveneens een Korte Master als vertaler Italiaans – Frans aan de Scuola Superiore per Mediatori Linguistici te Pisa. Na haar terugkomst in België vestigde Brusseel zich in de Brusselse Noordwijk.
Van september 2004 tot en met juni 2006 werkte ze als vertaalster en deeltijds dossierbeheerder voor toenmalig Minister van Buitenlandse Zaken Karel De Gucht. Van juli 2006 tot juni 2009 was zij vervolgens attaché-analist op het crisiscentrum van de FOD Buitenlandse Zaken (crisisbeheer, reisadvies).
Bij de rechtstreekse Vlaamse verkiezingen van 7 juni 2009 werd ze voor Open Vld verkozen in de kieskring Brussel-Hoofdstad. Ook na de volgende Vlaamse verkiezingen van 25 mei 2014 bleef ze Vlaams volksvertegenwoordiger tot eind augustus 2018. Tussen begin juli 2014 en eind augustus 2018 was ze ook lid van de vernieuwde Senaat als deelstaatsenator aangewezen door het Vlaams Parlement. In het Vlaams Parlement was Brusseel van 2009 tot 2014 lid van de commissie Buitenlands Beleid, Europese Aangelegenheden en Internationale Samenwerking en van 2009 tot 2011 lid, van 2011 tot 2012 secretaris en van 2012 tot 2014 ondervoorzitter van de commissie Brussel en Vlaamse Rand en van 2014 tot 2018 lid van de commissie Onderwijs. In 2011 verhuisde zij naar Anderlecht, waar zij lokaal politiek actief werd binnen de plaatselijke Open VLD-afdeling en van 2012 tot 2016 gemeenteraadslid was. 
Brusseel trok vooral de aandacht vanwege haar vermeende belgicistische standpunten en haar kritiek op Vlaanderen, waardoor ze graag werd geciteerd in de Franstalige pers en door drukkingsgroepen die streven naar het herstel van de unitaire staat. Ze kwam in 2009 ook in het nieuws door wat ze achteraf "een slecht grapje" noemde over de terminaal zieke Vlaams Belang-politica Marie-Rose Morel.
Tevens was ze kernlid van de onafhankelijke liberale denktank Liberales, van 2012 tot 2015 bestuurslid en van 2015 tot 2018 lid van de universiteitraad van de VUB, lid van het Willemsfonds en voorzitter van R.A.P.P.E.L., een actienetwerk voor de scheiding tussen kerk en staat. Brusseel is overtuigd vrijzinnig, humanist, liberaal en een fel verdediger van het recht op vrijheid van meningsuiting, onder meer om kritiek te kunnen uiten op de islam, en het recht op geloofsafval.
Van september 2018 tot februari 2021 was Ann Brusseel directrice van de Erasmushogeschool Brussel. Hierdoor verliet ze de actieve politiek eind augustus 2018. Na een conflict met de leiding van het Koninklijk Conservatorium, een onderdeel van de Erasmushogeschool, nam ze in februari 2021 ontslag als directrice.
Na dit mandaat was ze van juni 2021 tot januari 2022 bestuurslid bij de Nationale Loterij, daarna ging ze tot november 2022 werken bij Deloitte en sinds november 2022 geeft ze Frans op het Sint-Jozefscollege in Torhout.
In 2024 stapte ze opnieuw in de politiek, maar niet voor Open Vld, waarvan ze haar lidmaatschap in 2022 had opgezegd na het controversiële ontslag van federaal staatssecretaris Eva De Bleeker. Voor de gemeenteraadsverkiezingen in oktober 2024 stond ze als onafhankelijke op de lijst van Vooruit in Oostende, waar ze sinds 2018 opnieuw woont. Brusseel werd verkozen en ging in december 2024 zetelen als gemeenteraadslid.